# Un giorno così
Un giorno così è un singolo degli 883. Il brano, uscito nel maggio 1997, ha anticipato l'uscita del loro quarto album La dura legge del gol!. Il brano è contenuto anche in TuttoMax.

## Descrizione
È stato usato nelle colonne sonore dei film Jolly Blu e Letters to Juliet, e venne inserito anche nei promo di Le strade di Max, programma che Pezzali ha condotto su Deejay TV nel 2013.
Nel brano viene citata la strada statale 526, che collega Pavia, città natale di Pezzali, con Magenta. I testi e la musica sono di Max Pezzali, mentre le chitarre sono curate da Roberto Priori.

## Tracce
1. Un giorno così (Album version)
2. Un giorno così (in giro con la Xr-1000)
3. Un giorno così (in giro con la Electra Glide)
4. Un giorno così (musica)
5. Un giorno così (Rebaldimix)
6. Innamorare tanto

## Classifiche

### Classifiche settimanali
| Classifica (1997) | Posizione massima |
| ----------------- | ----------------- |
| Italia            | 1                 |

### Classifiche di fine anno
| Classifica (1997) | Posizione |
| ----------------- | --------- |
| Italia            | 47        |